# تشوك لاغون
تشوك لاغون (بالإنجليزية: Chuuk Lagoon)، أو آتول ترك سابقًا (Truk Atoll)، هي شعب حلقي في وسط المحيط الهادئ. تقع على بعد حوالي 1.800 كم (1100 ميل) شمال شرق غينيا الجديدة، وهي تقع في منتصف المحيط عند خط عرض 7 درجات شمالًا وهي جزء من ولاية تشوك داخل ولايات ميكرونيزيا الفيدرالية. وهي عبارة عن شعاب مرجانية واقية، يبلغ طولها 225 كم (140 ميلًا)، تحيط بمرفأ طبيعي بقياس 79×50 كم (49×31 ميلًا)، وبمساحة قدرها 2.130 كم2 (820 ميلًا مربعًا). أما مساحتها الكلية فتبلغ 93.07 كم2 (35.93 ميلًا مربعًا)، ويبلغ عدد سكانها 3.6158 نسمة. ويبلغ أقصى ارتفاع لها 443 م (1.453 قدمًا). تعتبر مدينة وينو الواقعة في جزيرة موين عاصمة للجزيرة المرجانية وأيضًا عاصمة الولاية وهي أكبر مدينة في ولايات ميكرونيزيا المتحدة بسكانها البالغ عددهم 13.700 نسمة.
كانت تشوك لاغون القاعدة البحرية الرئيسية لإمبراطورية اليابان في مسرح جنوب المحيط الهادئ خلال الحرب العالمية الثانية. حينها كانت موقعًا لهجوم أمريكي ضخم خلال عملية هيلستون في فبراير 1944، وعملية السجين، وهي هجوم محدود شنته القوات البريطانية والكندية خلال يونيو 1945.